# Tremembé (distrito de São Paulo)
Tremembé es un distrito ubicado en la zona nordeste de la ciudad de Sao Paulo, Brasil. Administrativamente pertenece a la subprefectura de Tremembé. 

## Distritos limítrofes
- Municipio de Mairiporã (noroeste)
- Municipio de Guarulhos (este)
- Jaçanã (sureste)
- Tucuruvi (sur)
- Mandaqui (oeste)